# 阔盖粉背蕨
阔盖粉背蕨（学名：Aleuritopteris grisea），为凤尾蕨科粉背蕨属下的一个植物种。前称狭盖粉背蕨（Aleuritopteris stenochlamys Ching）现归入阔盖粉背蕨。